# Neolaparus morio
Neolaparus morio är en tvåvingeart som beskrevs av Mario Bezzi 1914. Neolaparus morio ingår i släktet Neolaparus och familjen rovflugor. Inga underarter finns listade i Catalogue of Life.